# やっかい詩人ハルフレズ
ハルフレズまたは（やっかい詩人）ハルフレズ（やっかいしじんハルフレズ、古ノルド語: Hallfreðr vandræðaskáld, 原語の発音；ハルフレズル・ヴァンドレイザスカウルド、965年頃 – 1007年頃）は、アイスランドのスカルド詩人である。ハッルフレズ・オーッタルソン（古ノルド語: Hallfreðr Óttarsson, 原語の発音；ハルフレズル・オーッタルッソン）とも。

## 解説
『ハルフレズのサガ』の主人公でもある。そのサガによると、ハルフレズは最初はハーコン・シグルザルソン（ハーコン侯）、次にノルウェー王オーラヴ1世、そして最終的にはエイリーク・ハーコナルソン（ヤールのエイリーク）の下で詩を作っている。ハルフレズが作った詩は、かなりの数が主に『ハルフレズのサガ』と『王のサガ』（日本語版）に残されているが、いくつかの断片は『詩語法』でも引き合いに出されている。
異教徒であったハルフレズは、オーラヴ1世への親愛の情から洗礼を受け、王に名付け親になってもらった。しかしハルフレズはその後も旧来の信仰を捨てられず、またオーラヴ1世に関する詩を作っては、「王が詩を聞いてくれなければキリスト教の教えを忘れる」などと言ったため、王から「やっかい詩人と呼ぶにふさわしい」と評された。
ハルフレズはその詩節（Lausavísur）において、著しく個人的な感情を謡っている。彼の感情的な生き方と、特に、オーラヴ1世の指導下での異教からキリスト教（ゲルマンのキリスト教）へ悩み抜いた末に不承不承に改宗した彼の思いが表れている。以下はその一例である。
オーラヴ1世から、キリスト教に改宗しなかった「先見の」ソルレイフ（賢きトールレイヴとも）の殺害か失明を命じられた際、ハルフレズは王の命令を完全に遂行できず、ソルレイフの片眼を奪うに留めた。後にオーラヴ1世が倒れると、ハルフレズはヤールのエイリークの殺害を企てた。ハルフレズはエイリークに捕らえられ殺されかけたが、その場に居合わせたソルレイフが取りなして、エイリークに詩を献上させた。その詩を褒めたエイリークはハルフレズを無事に帰した。その後のハルフレズからは気力が失なわれていた。
死の間際、ハルフレズは、最期の時に自身がただ一つ恐れるのが地獄であり神の導きを求めていることを、詩に謡っている。
ベルグスボーク写本は『オラフによるトリグヴァソンの殺害』をハルフレズの作品であるとしているが、この帰属は現代の学者には認められていない。